# Valdemar Birkmand
Laurits Valdemar Birkmand (født 17. september 1873 i Kullerup Sogn, Vindinge Herred, død 25. september 1930 på Københavns Amtssygehus i Gentofte) var en dansk arkitekt.

## Familie
Valdemar Birkmand var søn af husmand og snedker Rasmus Christian Hansen og Kirstine Marie Pedersen. Han boede i sin barndom i og omkring Odense og blev konfirmeret i Kerte Kirke 1887. 
29. august 1902 ægtede han i Matthæus Kirke Vilhelmine Marie Hoff (31. december 1877 – 16. august 1960). Parret fik tre sønner (Svend Birkmand, civilingeniør, R., 1903-1986, Preben Bror Birkmand, arkitekt, 1906-1961 og Otto Birkmand, 1908-1920). Begravet på Hellerup Kirkegård.

## Uddannelse og karriere
Valdemar Birkmand kom i tømrerlære 1890 hos tømrermester Nielsen i Aarup på Fyn, blev udlært hos tømrermester V. Nielsen i Odense og fik svendebrev i Odense 24. april 1895. Han gik på Odense Tekniske Skoles dagskole fra november 1894 til foråret 1899, afsluttet med afgangseksamen. Han gik dernæst 1899-1903 på Kunstakademiets afdeling for arkitekter.
Valdemar Birkmand var ansat dels som tegner, dels som konduktør hos arkitekterne Henrik Hagemann, professor Vilhelm Klein, Philip Smidth og Alfred Thomsen, indtil han i 1906 nedsatte sig som selvstændig arkitekt. 
Stilistisk arbejdede han inden for nybarokken, nyklassicismen og Bedre Byggeskik.

## Værker
De væsentligste er:
- Hvilehjemmet Salem, Skovtofte, Hummeltoftevej, Kongens Lyngby (1907)
- Skolehjemmet Skovly, Langhaven 18, Gammel Holte/Vedbæk (1906-08)Skolehjemmet Skovly, Langhaven 18, Vedbæk, Danmark - Arkitekt: Valdemar Birkmand
- Søværnets Kaserne, Batteriet Sixtus på Nyholm, Holmen (1908-10, fredet 1997)[2] Arkitekt Valdemar Birkmands opstalt af den kommende kaserne i batteriet Sixtus 1908
- Ombygning af Holtegaard, det senere Gammel Holtegaard for etatsråd H.N. Andersen (1910)
- Ombygning af Vennerslund, Strandvejen 144, Charlottenlund, for etatsråd H.N. Andersen (1911-12, nedrevet 1973)
- Holmegården, Lyngbyvej 403, Gentofte (1912, ombygget 1972)[3]
- Villa for grosserer Julius Würth, nu Polens Ambassade, Richelieus Allé 10, Hellerup (1913)
- Domestikbolig og garage til villa Skovbakken, det senere P. Carl Petersens Kollegium, Strandvejen 163, Skovshoved (1914)
- Udvidelse og ombygning af villa Skovbakken, senere P. Carl Petersens Kollegium (1919-22)
- Sankt Lukas Stiftelsen, Bernstorffsvej 20/Tuborgvej 85-87, Hellerup (1929-32, færdiggjort af Aage Rafn efter Valdemar Birkmands død (siden til- og ombygget)
- Sankt Lukas Stiftelsens Kirke, Hellerup (1929-32, færdiggjort af Aage Rafn)